# یوکیوشا والکا
یوکیوشا والکا (به اسپانیایی: Uqsha Wallqa) یک کوه در پرو است که در Peru, Lima Region واقع شده‌است. یوکیوشا والکا ۵٬۰۰۰ متر بالاتر از سطح دریا واقع شده‌است.